# Costa del Rei (el Meüll)
La Costa del Rei és una costa de muntanya del municipi de Castell de Mur, al Pallars Jussà, a l'antic terme de Mur, en terres del poble de Vilamolat de Mur.
Estan situats a ponent de Vilamolat de Mur i al nord-est del Meüll, a migdia de l'Hort del Romeral. Estan situades al capdavall, sud-est, del Serrat de les Bancalades, entre la llau del Romeral, a ponent, i la llau de Ferriol, a llevant. La Costa del Rei inclou la Font del Boix.